# Luxuszug (Tourismus)

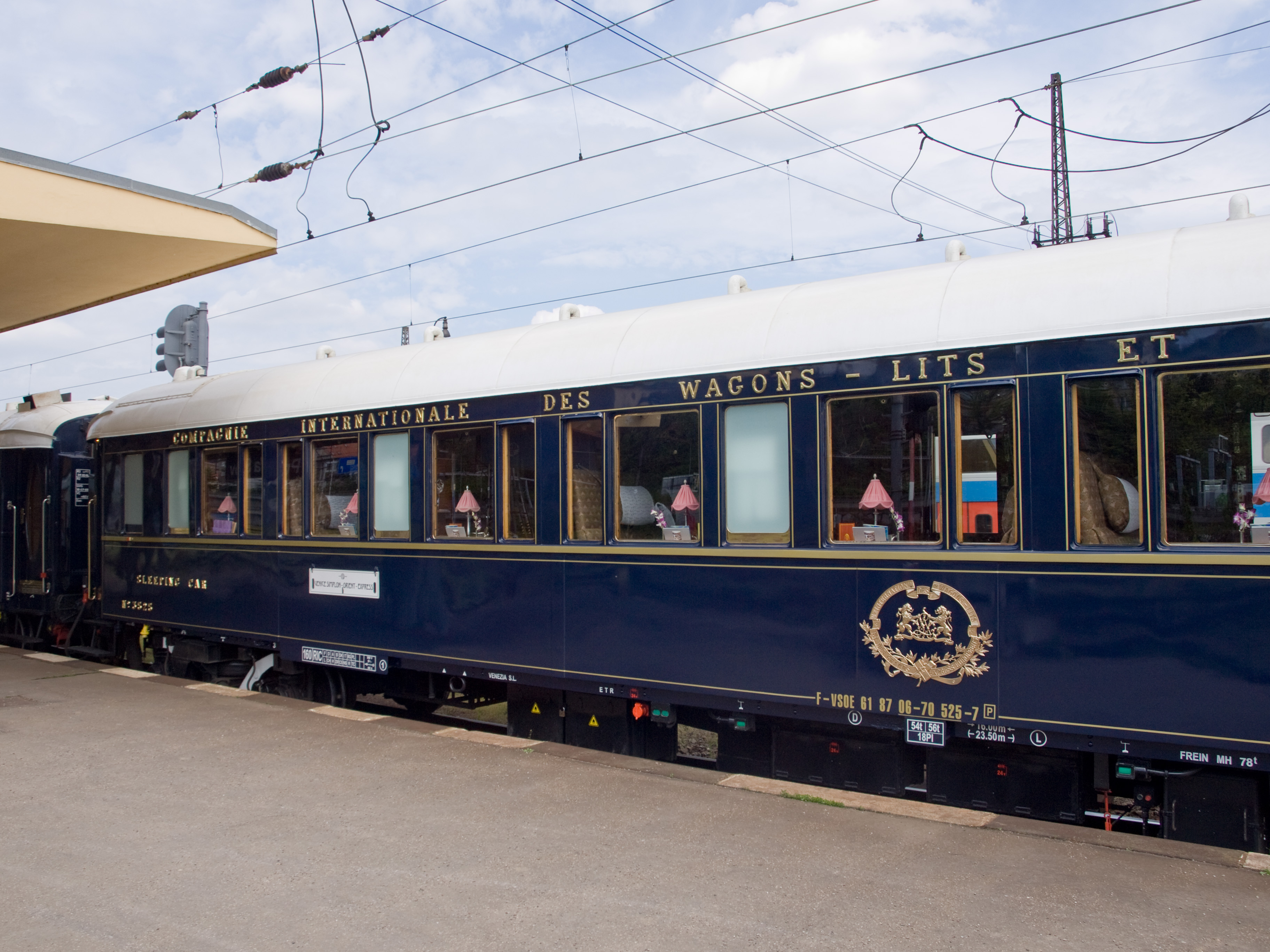
Wagen des Luxuszugs Venice Simplon-Orient-Express im Bahnhof Praha-Smíchov

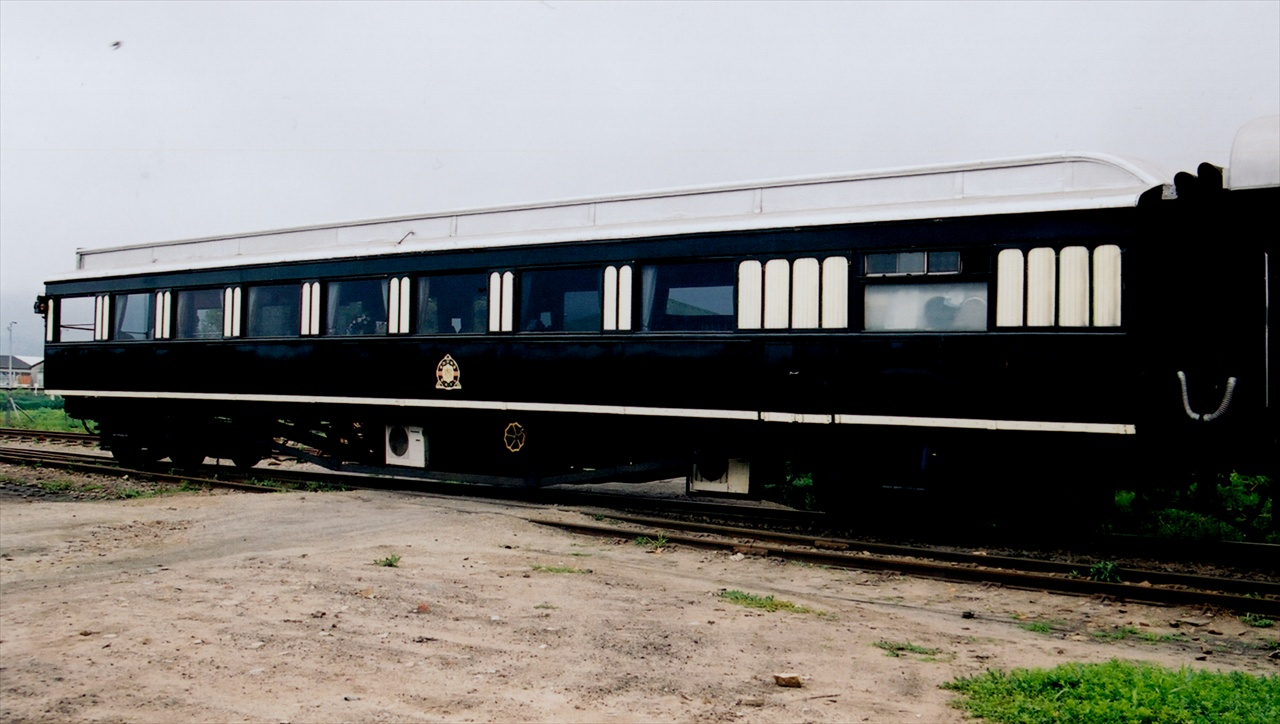
Kanzelwagen von Rovos-Rail

Umgangssprachlich als Luxuszüge bezeichnet werden zu touristischen Zwecken angebotene Züge mit besonders hohem Komfort, die im Regelfall nicht in regulären Fahrplänen zu finden sind. Sie werden oft in Form von Schienenkreuzfahrten angeboten, bei denen ein Reiseveranstalter einen kompletten Zug über touristisch interessante Strecken verkehren lässt. Im Vordergrund steht die Fahrt selbst und weniger das Erreichen eines Ziels. Zu unterscheiden sind davon Züge, die in die historische, bis 1950 existierende Zuggattung Luxuszug (L) eingeordnet waren und in den regulären Fahrplänen veröffentlicht wurden. 
Einer der ersten Züge dieser Art war der Nostalgie-Istanbul-Orient-Express (NIOE), mit dem der Schweizer Anbieter Intraflug seit 1976 Schienenkreuzfahrten als „Luxuszug“ durchführte. Albert Glatt, der Eigentümer der Intraflug und des NIOE, setzte dabei auf renovierte Wagen aus der Zeit der historischen Luxuszüge vor 1939. Neben dem NIOE etablierte sich der Venice Simplon-Orient-Express (VSOE) als touristischer Luxuszug. Ein weiterer solcher Zug ist der Royal Scotsman, der ausschließlich ab Edinburgh Waverley Station verkehrt, von wo aus er zwischen April und Oktober auf einem Rundkurs die Highlands durchfährt.
Inzwischen existieren solche Züge mit teilweise bewusst nostalgisch gestalteter Ausstattung auch auf anderen Kontinenten, beispielsweise der Eastern and Oriental Express von Singapur nach Bangkok, die von Rovos Rail angebotenen Fahrten zwischen Namibia und Tansania, der Zug „Zarengold“ auf der Transsibirischen Eisenbahn oder der Belmond Andean Explorer der in Peru verkehrt.
Sonderfälle sind Züge wie der seit 1923 zwischen Pretoria und Kapstadt in Südafrika verkehrende Blue Train, der australische The Ghan zwischen Adelaide und Darwin (Northern Territory), und der Canadian zwischen Toronto und Vancouver, die zwar weiterhin reguläre fahrplanmäßige Zugläufe sind, aber deren Klientel heute überwiegend ebenfalls Touristen sind. Der Komfort der eingesetzten Wagen ist mit den auf Schienenkreuzfahrten eingesetzten Wagen vergleichbar.